# 聖ドロテア (絵画)
『聖ドロテア』（せいドロテア、伊: Dorotea,　英: Saint Dorothy）または、『果物籠を持つ若いローマの女性』（くだものかごをもつわかいローマのじょせい、英: Young Roman Woman with a Fruit Basket）は、現在、ベルリン絵画館にあるセバスティアーノ・デル・ピオンボによる1512年ごろの板上の油彩画である。籠は、聖ドロテアの持物であるため、最初の絵画の名称となった。
作品は、画家が1511年8月にローマに召喚され、アゴスティーノ・キージのヴィラ・ファルネジーナの装飾に参加した後のローマ滞在中に描かれた。長い間ラファエロに誤って帰属されていたが、1835年7月16日にベルリン絵画館の最初の学芸員であった美術史家、グスタフ・フリードリッヒ・ワーゲン により、セバスティアーノ・デル・ピオンボに再び正しい帰属がなされた。
人物のポーズ、色調、筆触、風景の描写など多くの点で、本作はヴェネツィア派の影響を強く受けているが、人物のモニュメンタルな把握にはラファエロなどの影響が現れている。晴れやかな衣装、果物籠を手にしているこの女性の肖像画は結婚に関係していると提唱されているが、はっきりとはしていない。